# Marc de Beauvau

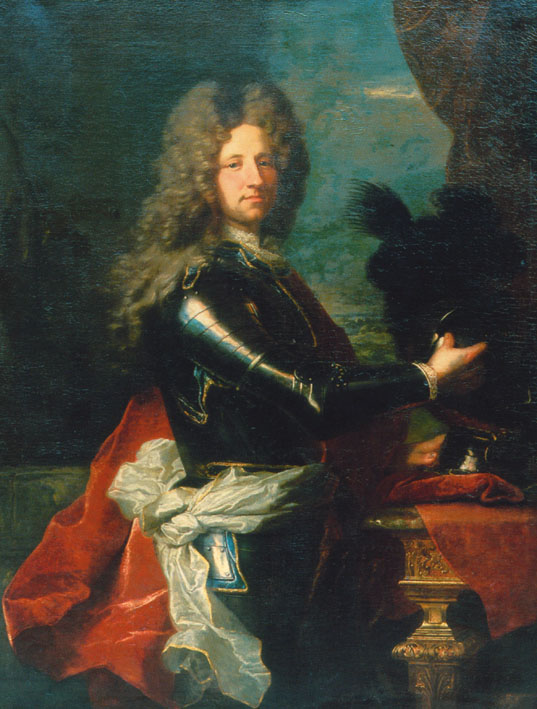
Marc de Beauvau.

Marc de Beauvau (29 de abril de 1679-10 de marzo de 1754), príncipe de Craon y del Sacro Imperio, grande de España, fue un militar y político francés. 

## Biografía
Hijo de Luis, marqués de Beauvau (1638-1703) y de su segunda esposa, Ana de Ligny, se casó el 16 de diciembre de 1704 en Lunéville con Ana Margarita de Lignéville (1686-1772), Condesa del Santo Imperio, con la que tuvo ocho hijos y doce hijas.
Fue preceptor del primer Gran Duque de Toscana perteneciente a la dinastía de los Lorena, Francisco Esteban, que luego llegaría a Emperador, y por el que sería nombrado virrey gobernador del Gran Ducado de Toscana.
Craon propuso a Francisco de Lorena la creación de un Consejo de Regencia del que formaran parte los notables de la región para que actuara en nombre del Gran Duque. Este Consejo se creó en 1737 y Craon pasó a presidirlo. En 1749 Francisco de Lorena le liberó de sus obligaciones y regresó a Francia.
- Datos: Q2453436
- Multimedia: Marc de Beauvau, Prince of Craon (1676-1754) / Q2453436